# Georgina Haig
Pour les articles homonymes, voir Haig.
Georgina Haig est une actrice australienne née le 3 août 1985 à Melbourne dans l'État Victoria.

## Biographie
Georgina Haig (née Georgina Hagg) est né le 3 août 1985 à Melbourne, Australie. Sa mère, Gillian Haig est artiste et son père Russell Hagg est réalisateur et scénariste australien. Elle a un petit frère, Julian Haig, également acteur.
Elle est diplômée de l'Académie australienne des Arts et de la Scène en 2008.

### Carrière
Elle commence sa carrière en 2009 avec la série Underbelly. L'année suivante, elle fait ses premiers pas au cinéma dans les films Road Train de Dean Francis et Wasted on the Young de Ben C. Lucas.
L'année suivante, elle fut envisagée pour le rôle d'Andromède dans La Colère des Titans aux côtés de plusieurs autres actrices. Le rôle est finalement attribué à Rosamund Pike. Elle fut également pressentie pour le rôle de Gwen Stacy dans la saga The Amazing Spider-Man qui commença en 2012, mais c'est finalement Emma Stone qui a été choisie. Malgré cela, elle tourne dans le film Crawl de Paul China et la série Son Altesse Alex.
En 2012, elle apparaît à la télévision américaine dans Dance Academy et Fringe, ainsi que dans le long métrage Les Saphirs (The Sapphires) de Wayne Blair.
En 2014, elle rejoint le casting de Once Upon a Time pour incarner le rôle de la Reine Elsa issu de l'univers de La Reine des Neiges et joue également dans la série estivale Reckless. L'année suivante, elle est présente dans les séries Limitless et Childhood's End : Les Enfants d'Icare. 
Après une absence de deux ans sans qu'elle soit présente sur les écrans, l'actrice revient dans la série The Crossing en 2018. 
En 2019, elle est à l'affiche du film Where We Disappear de Simon Fink, du téléfilm Une animatrice en danger réalisé par Philippe Gagnon et de la série Secret Bridesmaids' Business avec Abbie Cornish. 
En 2020, elle joue dans Back to the Rafters. 
En 2022, elle joue dans * Archive 81 sur Netflix.

### Vie privée
Elle est mariée à Josh Mapleston depuis 2014. Ils ont une fille, Greta, née en mars 2017.

## Filmographie

### Cinéma
- 2010 : Road Train de Dean Francis : Liz
- 2010 : Wasted on the Young de Ben C. Lucas : Simone
- 2011 : Crawl de Paul China : Marilyn Burns
- 2012 : Les Saphirs (The Sapphires) de Wayne Blair : Glynis
- 2013 : Nerve de Sebastien Guy : Grace
- 2014 : The Mule de Tony Mahony et Angus Sampson : Jasmine Griffiths
- 2019 : Where We Disappear de Simon Fink : Anastasia

#### Courts métrages
- 2008 : Iris de Gary Sewell : Chloe
- 2010 : Lest We Forget de Chris Godfrey : Cheryl
- 2011 : Recon 6 de Blake Fraser : Christine

### Télévision

#### Séries télévisées
- 2009 - 2010 : Underbelly : Georgina Freeman
- 2010 : Rescue Special Ops : Emma Griffiths
- 2011 : Son Altesse Alex (The Elephant Princess) : Zamira
- 2012 : Dance Academy : Mistii
- 2012 : Fringe : Henrietta Bishop
- 2012 : A Moody Christmas : Patience
- 2013 : The Elephant Gentleman's Guide to Knife Fighting : Plusieurs personnages
- 2014 : Reckless : Lee Anne Marcus
- 2014 : Once Upon a Time : Reine Elsa
- 2014 : Never Tear Us Apart : The Untold Story of INXS : Paula Yates
- 2015 : Limitless : Piper
- 2015 : Childhood's End : Les Enfants d'Icare (Childhood's End) : Annabelle Stormgren
- 2018 : The Crossing : Dr Sophie Forbin
- 2019 : Secret Bridesmaids' Business : Olivia Cotterill
- 2020 : Back to the Rafters : Rachel Rafter
- 2022 : Archive 81 : Iris Vos

#### Téléfilms
- 2016 : Mars Project de Bharat Nalluri : Gina Nolan
- 2019 : Une animatrice en danger (Radio Silence) de Philippe Gagnon : Jill Peterman